# Shogo Suzuki
Shogo Suzuki (Odawara, Kanagawa, 4 de febrero de 1989) es un actor y músico japonés, Es conocido por su papel de Tani Chiaki/Shinken Green en la serie Samurai Sentai Shinkenger. También es el guitarrista principal del grupo de rock Cocoa Otoko y es representado por la agencia japonesa Hirata Office.

## Filmografía

### Películas
| Año  | Título                                               | Papel                       | Notas |
| ---- | ---------------------------------------------------- | --------------------------- | ----- |
| 2009 | Samurai Sentai Shinkenger The Movie: The Fateful War | Tani Chiaki / Shinken Green |       |
| 2010 | Samurai Sentai Shinkenger vs. Go-onger: GinmakuBang  | Tani Chiaki / Shinken Green |       |
| 2010 | Samurai Sentai Shinkenger Returns: Special Act       | Tani Chiaki / Shinken Green |       |
| 2011 | Tensou Sentai Goseiger vs. Shinkenger                | Tani Chiaki / Shinken Green |       |
| 2011 | BADBOYS                                              | Tsukasa Kiriki.             |       |
| 2011 | Gokaiger Goseiger Super Sentai 199 Hero Great Battle | Tani Chiaki / Shinken Green |       |
| 2011 | Gal Basara: Sengoku Jidai wa Kengai Desu             | Rikichi                     |       |

### Televisión
| Año       | Título                    | Papel                       | Notas          |
| --------- | ------------------------- | --------------------------- | -------------- |
| 2009-2010 | Samurai Sentai Shinkenger | Tani Chiaki / Shinken Green | principal      |
| 2009      | Kamen Rider Decade        | Tani Chiaki / Shinken Green | episodio 24-25 |
| 2010      | Dosokai                   | Kōta                        |                |
| 2010      | Heaven's Rock             | Ryuichi                     |                |
| 2010      | Kodai Shōjotai Dogoon V   | Shōta Tsukimiya             | recurrente     |
| 2011      | Crystal                   | Katsumi Oshima              |                |